# SN 2001ej
SN 2001ej – supernowa typu Ib odkryta 17 września 2001 roku w galaktyce UGC 3829. W momencie odkrycia miała maksymalną jasność 16,50m.